# Carlos da Baviera
Carlos Maria Leopoldo Príncipe da Baviera (em alemão: Karl Maria Luitpold Prinz von Bayern; Lindau, 1 de abril de 1874 – Munique, 9 de Maio de 1927) foi um membro da Casa Real Bávara de Wittelsbach e um Major-General do Exército Bávaro.

## Início de vida e carreira Militar
Carlos nasceu na Villa Amsee perto de Lindau, na Baviera. Era o segundo filho do rei Luís III da Baviera e de sua esposa a arquiduquesa Maria Teresa de Áustria-Este. Como seu irmão mais velho, o Ruperto, Príncipe Herdeiro da Baviera, Carlos juntou-se ao Exército Bávaro e, posteriormente, chegou ao posto de Major-General.

## Morte
Carlos morreu em Munique e está sepultado na cripta da famosa Frauenkirche na capital da Baviera.